# تیکوس براوو
تیکوس براوو (انگلیسی: Chus Bravo؛ زادهٔ ۳ مهٔ ۱۹۷۹) بازیکن فوتبال اهل اسپانیا است.
از باشگاه‌هایی که در آن بازی کرده‌است می‌توان به باشگاه فوتبال اسپورتینگ خیخون اشاره کرد.